# Ernest Le Clerc
Ernest Gabriel Le Clerc (né le 24 septembre 1856 à Saint-Denis de La Réunion, et mort le 25 août 1938 à La Seyne-sur-Mer) est un journaliste et un écrivain français.

## Biographie
Originaire de La Réunion, Ernest Le Clerc est le fils de Michel Constant Le Clerc (né à Saint-Leu le 17 mars 1826 et y mort le 26 octobre 1879), négociant puis adjoint au maire, et d'Ernestine Julie Le Breton (née à La Hoguette le 16 juillet 1827 et morte à Saint-Ouen-le-Pin le 24 juillet 1885), sous-maîtresse de pension à Saint-Paul, mariés à Saint-Leu le 16 juillet 1851.
Il est successivement rédacteur à L'Union nationale, et à L'Éclair, journaux publiés à Montpellier, avant de devenir rédacteur en chef du Nouvelliste de Lyon à partir de 1882. À la fin de sa vie, il fait partie de la Société des gens de lettres.
Ernest Le Clerc est marié avec Thaïs Neyron de la Borie. Celle-ci naît le 24 juin 1860 à Pau et meurt le 22 mai 1935 au domicile conjugal du 18, rue de l'Abbaye-d'Ainay (Lyon-2e). Les funérailles de Thaïs Le Clerc sont célébrées à la basilique Saint-Martin d'Ainay, et elle est enterrée au cimetière de Loyasse.
Le 25 juin 1884 naît au domicile familial du 26, quai Tilsitt (Lyon-2e), leur fils, Jean Marie Michel Le Clerc (mort le 24 avril 1922 à Lyon-2e) ; le 10 juin 1888 naît au 6, rue de l'Abbaye-d'Ainay (Lyon-2e), leur second fils, Joseph Léon Henri Le Clerc.
La mort d'Ernest Le Clerc, survenue à Tamaris, quartier de La Seyne-sur-Mer, est annoncée, entre autres journaux, dans Le Figaro, Le Journal et Le Matin du 27 août 1938. Il était chevalier de l'ordre de Saint-Grégoire-le-Grand depuis juin 1914, et chevalier de la Légion d'honneur depuis le 14 décembre 1921.

## Distinctions
- Chevalier de l'ordre de Saint-Grégoire-le-Grand
- Chevalier de la Légion d'honneur

## Œuvres
Sous le pseudonyme de Paul Samy, Ernest Le Clerc se montre un feuilletoniste prolifique, publiant de nombreux romans et nouvelles sentimentaux, dont :
- La Rançon du cœur (Calmann-Lévy, 1893 ; paru dans Le Correspondant en 1892 [volume 168], dans La Vie populaire en mai 1893, et sous forme de roman-feuilleton, dans Le Journal du Loiret du 13 janvier 1894 au 9 février 1894, dans Le Confédéré du 13 mars 1901 au 10 juillet 1901, dans le Journal de Roanne du 14 juillet 1907 au 17 novembre 1907) ;
- La Fiancée du docteur (Calmann-Lévy, 1894 ; paru sous forme de roman-feuilleton dans Le Nouvelliste de Lyon du 13 avril 1893 au 26 juin 1893, dans Le Journal du Loiret du 11 août 1894 au 14 octobre 1894, dans L'Avenir et l'indicateur de la Vendée du 16 mars 1895 au 13 août 1895, dans La République française à partir du 26 juillet 1895, dans le Journal de la ville de Saint-Quentin en novembre 1896-février 1897, dans La Libre Parole du 30 juin 1906 au 28 août 1906, dans Le Midi socialiste du 19 janvier 1914 au 21 mars 1914, et dans L'Impartial du 14 décembre 1915 au 20 mars 1916) ;
- Chagrin d'aimer (Calmann-Lévy, 1899 ; paru sous forme de roman-feuilleton dans Le Gaulois du 3 juin 1898 au 3 juillet 1898, et dans L'Impartial du 4 juillet 1902 au 20 août 1902) ;
- Pour un cœur (Calmann-Lévy, 1901 ; paru sous forme de roman-feuilleton dans le Mémorial de la Loire et de la Haute-Loire du 2 octobre 1910 au 15 décembre 1910) ;
- Paul et Virginie (paru dans Les Nouvelles littéraires et politiques de Lyon en janvier 1903) ;
- Une Princesse révolutionnaire (paru dans Les Nouvelles littéraires et politiques de Lyon en janvier 1903) ;
- Mémoires et souvenirs : les Dames de Bellegarde (paru dans Les Nouvelles littéraires et politiques de Lyon du 22 mai 1904) ;
- Terre fertile (Calmann-Lévy, 1906 ; paru sous forme de roman-feuilleton dans La Croix et La Croix de l'Aube du 8 avril 1908 au 15 mai 1908, et dans Le Nouvelliste de Lyon du 24 septembre 1908 au 27 octobre 1908) ;
- Sacrifiée (paru sous forme de roman-feuilleton dans Le Nouvelliste de Lyon du 19 février 1907 au 27 mars 1907) ;
- Le Secret du gouffre (paru sous forme de roman-feuilleton dans Le Nouvelliste de Lyon du 1er novembre 1911 au 14 avril 1912, dans La Liberté [sous le titre Les Autos tragiques] du 5 juin 1912 au 7 novembre 1912, dans L'Ouest-Éclair du 20 octobre 1912 au 19 mai 1913, dans Le Courrier de l'Escaut du 5 décembre 1912 au 18 juillet 1913, dans L'Impartial du Centre-Ouest du 11 février 1913 au 17 septembre 1913, dans La Dépêche algérienne du 17 juin 1913 au 3 janvier 1914, dans L'Écho d'Alger du 14 avril 1915 au 8 décembre 1915, et dans Le Patriote des Pyrénées du 22 février 1922 au 19 novembre 1922 ; traduit en néerlandais sous le titre de Het geheim van den afgrond et publié sous forme de roman-feuilleton dans la Gazet van Antwerpen du 15 mars 1914 jusqu'au mois d'octobre, et dans la Gazet van Mechelen en 1914)
- La Valise rouge (paru sous forme de roman-feuilleton dans Le Nouvelliste de Lyon du 2 novembre 1913 au 22 avril 1914, dans La Liberté [sous le titre La Valise mystérieuse] à partir du 24 avril 1914, interrompu après le 2 août 1914 à la suite de l'éclatement de la Première Guerre mondiale, dans L'Express du Midi du 9 juillet 1916 au 10 février 1917, dans L'Éclair du 3 décembre 1918 au 23 octobre 1919, dans L'Express de l'Est et des Vosges du 16 mars 1922 au 28 octobre 1922, et dans Le Télégramme des Vosges du 27 novembre 1923 au 15 mai 1924) ;
- Le Collier de l'impératrice (paru sous forme de roman-feuilleton dans L'Express du Midi du 9 juin 1922 au 4 novembre 1922, dans L'Éclair du 28 novembre 1922 au 5 avril 1923, dans L'Écho d'Oran du 10 mai 1924 au 14 septembre 1924) ;
- L'Anneau brisé (paru sous forme de roman-feuilleton dans Le Télégramme des Vosges du 13 juillet 1923 au 26 novembre 1923, et dans Le Nouvelliste de Bretagne du 6 février 1924 au 28 juin 1924) ;
- Le Mystère de l'« Ormuz » (paru sous forme de roman-feuilleton dans Le Nouvelliste de Bretagne du 21 juin 1925 au 8 novembre 1925, dans La Liberté du 6 février 1926 au 21 août 1926, dans Le Journal du Loiret du 16 janvier 1927 au 23 mai 1927, et dans L'Express du Midi du 18 décembre 1927 au 26 juin 1928) ;
- Un Mariage tragique (paru sous forme de roman-feuilleton dans La Libre Belgique du 8 juin 1926 au 27 septembre 1926, dans Le Nouvelliste de Bretagne du 3 octobre 1926 au 28 janvier 1927, et dans La Liberté du 16 octobre 1926 au 7 avril 1927) ;
- Les Yeux noirs (paru sous forme de roman-feuilleton dans Le Nouvelliste de Bretagne du 18 septembre 1927 au 24 février 1928) ;
- Le Drame du Chêne-Vert (paru sous forme de roman-feuilleton dans Le  Journal du Loiret du 30 août 1928 au 8 janvier 1929, et dans La Liberté du 20 novembre 1946 au 2 septembre 1947) ;
- Le Serpent d'or (paru sous forme de roman-feuilleton dans La Liberté du 24 juin 1929 au 23 décembre 1929, et dans Le Journal du Loiret du 21 février 1930 au 6 juillet 1930) ;
- Le Trésor des Tours-Rondes (paru sous forme de roman-feuilleton dans La Liberté du 1er avril 1930 au 26 septembre 1930, et dans Le Journal du Loiret du 21 janvier 1931 au 15 mai 1931) ;
- La Momie vengée (paru sous forme de roman-feuilleton dans La Liberté du 14 avril 1931 au 8 septembre 1931, dans Le Petit Champenois du 27 septembre 1931 au 26 janvier 1932, et dans Le Journal du Loiret du 1er novembre 1931 au 25 février 1932) ;
- Le Secret du Faron (paru sous forme de roman-feuilleton dans Le Phare de la Loire du 3 juillet 1932 au 5 novembre 1932, dans Le Journal du Loiret du 8 octobre 1932 au 3 mars 1933, et dans L'Express du Midi du 4 avril 1934 au 12 septembre 1934) ;
- Le Feu à bord (paru sous forme de roman-feuilleton dans La Liberté en 1933 et dans La Petite Gironde du 29 octobre 1933 au 4 février 1934) ;
- Le Secret du disque (paru sous forme de roman-feuilleton dans La Liberté du 26 mars 1934 au 25 septembre 1934) ;
- La Voie tragique (paru sous forme de roman-feuilleton dans La Liberté du 8 juin 1937 au 11 août 1937) ;
- Le Coffret de santal (paru sous forme de roman-feuilleton dans La Liberté du 31 mai 1938 au 11 août 1938, dans Le Petit Marocain du 13 mars 1939 au 3 mai 1939).

Ernest Le Clerc alias Paul Samy s'essaie aussi au théâtre :
- William Hale, comédie en cinq actes adaptée du roman Le Chiffre mystérieux (créée au Théâtre de l'Eldorado à Lyon le 22 novembre 1921, avec Paul Escoffier dans le rôle principal[8]).